# バリアペプシン
バリアペプシン(Barrierpepsin, EC 3.4.23.35)は、酵素である。以下の化学反応を触媒する。
フェロモンのα接合因子の-Leu6-Lys-結合を選択的に切断する。
パン酵母（出芽酵母）が持つ。